# Панчо Васков
Панчо (Панче) Николов Васков с псевдоним Жапон е български революционер, деец на Вътрешната македоно-одринска революционна организация.

## Биография
Панчо Васков е роден във Велес, тогава в Османската империя като четвърто дете на Никола Васков. Брат е на Петър, Иван и Йордан. Тъй като семейството Васкови нямали своя къща, живеели в къщата на вуйчото на Панче, Андрей Корабаров, един от организаторите на ВМОРО в града.
В 1889 година Панче Васков завършва с четвъртия випуск на българската мъжка гимназия в Солун. След това със стипендия на Велешката българска община започва да учи медицина в Цариградския университет. Като студент в 1895 година влиза в Цариградския революционен комитет, ръководен от Димитър Ляпов, свързан и с арменското революционно движение. В 1896 година, в деня на връчване на дипломата му за висше образование, доктор Панче Васков участва в арменските демонстрации в Цариград.
Васков започва да практикувана лекарската професия в Костур, Кония и на други места. В Костур е един от основателите на комитета на ВМОРО. В 1896 година е арестуван от турските власти и осъден на доживотен затвор и изпратен в затвора Кой Джааз в Мала Азия. През 1900 година е амнистиран поради заслугите си и се завръща във Велес, където е назначен за екзархийски лекар и се заема с изкореняване на маларията и туберкулозата.
Васков е близък с ръководителя на местните социалисти Петър Алчев. По време на Илинденско-Преображенското въстание помага на ранените четници. В къщата на Коробарови, в която живее Васков, често отсядат лидерите на ВМОРО Гоце Делчев, Даме Груев, Петър Попарсов, Гьорче Петров. В тази къща по инициатива на доктор Васков е формирана Първата македонска учителска комуна, в която влизат Христо Кръстев от Радовиш, Димитър Битраков от Охрид и Димитър Хаджидинев от Дойран.
След Младотурската революция в 1909 година е избран от Велес за един от 25-те български депутати на албанската конференция в Цариград. Големи заслуги Васков има и по време на голямата епидемия на холера и тиф във Велес от 1910 до 1914 година. Той ръководи две болници и усилията му спасяват много хора. Носител на орден „За заслуга“, връчен му от Българската държава по време на Първата световна война.
След войната Васков продължава да е директор на болницата и остава такъв и в годините на Втората светова война и след нея.
Умира в 1951 година.
Синът му Благой Васков е виден ветеринарен лекар.